# Polycitor proliferus
Polycitor proliferus is een zakpijpensoort uit de familie van de Polycitoridae. De wetenschappelijke naam van de soort is voor het eerst geldig gepubliceerd in 1933 door Oka.